# Thecla salaeides
Thecla salaeides är en fjärilsart som beskrevs av Max Wilhelm Karl Draudt 1921. Thecla salaeides ingår i släktet Thecla och familjen juvelvingar. Inga underarter finns listade i Catalogue of Life.